# 박종기 (1939년)
박종기(1939년 11월 29일~)는 대한민국의 정치인이다. 제39대 충청북도 보은군수를 지냈다.

## 학력
- 삼산초등학교
- 보은중학교
- 보은농업고등학교

## 역대 선거 결과
|  | 41.3% |

|  | 48.79% |

|  | 69.62% |

|  | 37.69% |

|  | 35.72% |

| 전임 김종철 | 제39대 충청북도 보은군수 2002년 7월 1일~2006년 6월 30일 | 후임 이향래 |